# キャム・ウォード
キャメロン・アンソニー・ウォード（Cameron Anthony Ward, 2002年5月25日 - ）は、アメリカ合衆国テキサス州ウエストコロンビア出身のプロアメリカンフットボール選手。NFLのテネシー・タイタンズに所属している。ポジションはクォーターバック。

## 経歴

### ハイスクール
高校3年目のシーズンに1,070パス獲得ヤード、7つのパッシングTDを記録。4年目のシーズンはチームの戦術により、1試合平均のパス試投数がわずか12本だった。

### カレッジ

#### インカーネイト・ワード
唯一奨学金のオファーがあったインカーネイト・ワード大学へ進学。1年目の2020年シーズンから先発を務めた。
2021年シーズンは13試合に出場して4,648パス獲得ヤード、47のパッシングTD、10のインターセプトを記録し、サウスランド・カンファレンスの最優秀攻撃選手賞を受賞した。シーズン終了後、転校することを発表した。

#### ワシントンステート
2022年1月10日にワシントン州立大学へ転校した。
2023年シーズンは12試合に出場して3,735パス獲得ヤード、25のパッシングTD、7つのインターセプトを記録した。シーズン終了後に2024年のNFLドラフトへエントリーしたが、後にこれを撤回してマイアミ大学へ転校した。

#### マイアミ
2024年シーズンはチームを10勝2敗の好成績に導いたが、シラキュース大学とのレギュラーシーズン最終戦に敗れたため、チームはACCチャンピオンシップおよびカレッジフットボール・プレーオフに出場することができなかった。ACC最優秀選手賞、カレッジで最も優れたクォーターバックに贈られるデイビー・オブライエン賞、マニング賞を受賞し、ハイズマン賞の投票では4位だった。レギュラーシーズン終了後のポップ＝ターツボウルではアイオワ州立大学と対戦し、前半だけで3つのパッシングTDを記録した。しかし、後半は怪我のリスクを避けるため出場せず、チームは逆転負けを喫してしまったため、この決断は一部のコメンテーターやファンから批判された。
| シーズン | チーム                | 試合 | 試合 | 試合  | パス      | パス      | パス      | パス        | パス             | パス | パス | パス           | ラン | ラン        | ラン             | ラン | ラン |
| シーズン | チーム                | 出場 | 先発 | 記録  | 成功 回数 | 試投 回数 | 成功 確率 | 獲得 ヤード | 平均 獲得 ヤード | TD   | Int  | レー ティ ング | 回数 | 獲得 ヤード | 平均 獲得 ヤード | TD   |      |
| -------- | --------------------- | ---- | ---- | ----- | --------- | --------- | --------- | ----------- | ---------------- | ---- | ---- | -------------- | ---- | ----------- | ---------------- | ---- | ---- |
| 2020     | インカーネイト ワード | 6    | 6    | 3−3   | 183       | 303       | 60.4      | 2,260       | 7.5              | 24   | 4    | 146.5          | 38   | 2           | 0.1              | 2    |      |
| 2021     | インカーネイト ワード | 13   | 13   | 10–3  | 384       | 590       | 65.1      | 4,648       | 7.9              | 47   | 10   | 154.2          | 74   | 65          | 0.9              | 1    |      |
| 2022     | ワシントン ステート   | 13   | 13   | 7−6   | 320       | 497       | 64.4      | 3,231       | 6.5              | 23   | 9    | 130.6          | 107  | 58          | 0.5              | 5    |      |
| 2023     | ワシントン ステート   | 12   | 12   | 5−7   | 323       | 485       | 66.6      | 3,735       | 7.7              | 25   | 7    | 145.4          | 120  | 144         | 1.2              | 8    |      |
| 2024     | マイアミ              | 13   | 13   | 10–3  | 305       | 454       | 67.2      | 4,313       | 9.5              | 39   | 7    | 172.2          | 60   | 204         | 3.4              | 4    |      |
| 通算     | 通算                  | 57   | 57   | 35−22 | 1,515     | 2,329     | 65.0      | 18,137      | 7.8              | 158  | 37   | 149.9          | 402  | 469         | 1.2              | 20   |      |

### テネシー・タイタンズ
| 6 ft 1+5⁄8 in (187 cm)      | 219 lb (99 kg) | 30+5⁄8 in (78 cm) | 9 in (23 cm) |
| All values from NFL Combine |                |                   |              |

2025年のNFLドラフトにて1巡目全体1位でテネシー・タイタンズから指名された。大学時代の背番号である「1」は、タイタンズではウォーレン・ムーンの永久欠番であったが、ムーン本人の許可を得て、NFLでも着用することが決まった。